# Komarnicki Hrabia
Komarnicki Hrabia – polski herb hrabiowski, nadany wraz z tytułem w Galicji.

## Opis herbu
Opis stworzony zgodnie z klasycznymi zasadami blazonowania:
W polu czerwonym półksiężyc złoty, nad którego rogami po gwieździe srebrnej; między rogami strzała naturalna z grotem i upierzeniem srebrnym. Na tarczy korona hrabiowska, nad którą hełm w koronie z klejnotem: ogon pawi przeszyty strzałą w lewo. Labry: czerwone, podbite złotem. Trzymacze: dwaj rycerze, na hełmach pióropusze błękitne, przy boku miecz o rękojeści złotej, w zewnętrznych rękach trzymają włócznie z czerwoną wstążką pod grotem srebrnym.

## Najwcześniejsze wzmianki
Nadany w Galicji 13 października 1803 z tytułem hrabiowskim oraz predykatem hoch- und wohlgeboren (wysoko urodzony i wielmożny) Łukaszowi Pawlikowicz-Komarnickiemu. Podstawą nadania tytułu były urzędy ziemskie, powiatowe i wojewódzkie pełnione przez przodków, patent szlachecki z 1775, pełniony urząd radcy trybunału i przywiązanie do domu cesarskiego.

## Herbowni
Jedna rodzina herbownych:
graf von Komarniki Pawlikowicz-Komarnicki.